# 徐建农徐长海烈士故居
29°52′08.9″N 121°58′03.2″E / 29.869139°N 121.967556°E
徐建农徐长海烈士故居是抗日战争时期中国共产党位于浙江省镇海县地方抗日武装两位烈士徐建农、徐长海两人的故居，位于今浙江省宁波市北仑区白峰街道小门村徐家。故居建于晚清，坐西北朝东南，由两个重檐楼房三合院以及西南侧平屋四合院组成，占地面积1994平方米，为北仑区晚清时期典型的民居样式。徐建农、徐长海居所位于前院南侧厢房二楼。2022年6月，故居辟为“小门红色记忆馆”并向社会开放，2023年9月1日被列入宁波市文物保护单位。